# Béatrice Thiriet
Pour les articles homonymes, voir Thiriet.
Béatrice Thiriet est une compositrice française, née le 4 mai 1960 à Paris.

## Biographie
Béatrice Thiriet découvre très tôt sa passion pour la musique. Alors qu'elle n'a que six ans, son premier professeur de musique parle de son potentiel à sa mère, estimant qu'elle pourrait devenir une musicienne professionnelle. Plusieurs autres personnes encouragent cette vocation par la suite, mais elle a longtemps des difficultés à s'assumer comme compositrice, car le manque de « modèles féminins » l'empêche de « revendiquer cette posture ».
Formée au conservatoire de Versailles par Jean Aubain et Solange Anconnat, elle se dirige vers la composition et l'analyse musicale. Parallèlement, sa formation de pianiste est marquée par la rencontre avec Mikhail Rudy. Sa vocation musicale, une attirance pour l'écriture et son intérêt pour le théâtre et le cinéma la conduisent très vite à s'orienter vers la musique de scène. L'opéra et la musique de film sont ses domaines de prédilection.
Elle reçoit en 2001 le prix Nadia et Lili Boulanger à l'Académie des Beaux-Arts pour la création de son opéra de Chambre : Nouvelles Histoires d'Elle.
Découverte au cinéma par Pascale Ferran, elle écrit la musique de Petits arrangements avec les morts en 1993, de L'Âge des possibles en 1994, et de Lady Chatterley en 2006. Elle travaille avec de nombreux réalisateurs et réalisatrices, au cinéma et à la télévision : Dominique Cabrera, Jacques Deschamps, Radu Mihaileanu, Joël Farges, Marc Esposito, Pierre Javaux, Xavier Durringer, Eyal Sivan.
Critique musicale, elle a collaboré à l'émission de France Musique le Pavé dans la mare.
En novembre 2007, elle propose chaque mercredi une émission sur radio classique Femmes de musique.
Elle a réalisé deux courts métrages Portrait de lettres avec Chœurs et la lettre de Mourad avec France 2 et Mezzo.
Elle est également l'auteur du texte et de la musique d'une œuvre multimédia destinée aux enfants : Bee et Bop pour la Cité de la musique et Sony.
Depuis septembre 2018, Béatrice Thiriet est l'unique enseignante de composition de musique de film à l'École normale de musique de Paris.

## Œuvres

### Musique classique

#### Opéra
- 2001 : Nouvelles Histoires d'Elle, opéra de chambre créé au XXe Théâtre (prix Nadia et Lili Boulanger à l'Académie des Beaux arts).

#### Œuvres vocales
- 2006 : Vogelstar, mélodie pour chœur et orchestre, sur un poème de W A Mozart
- 2000 : Lettres d'algérie, collage pour soliste, chœur et orchestre de chambre d'après les Lettres d'Algérie publiées aux éditions Gallimard.

#### Œuvres symphoniques
- 2005 : L'Invitation au voyage, cinq mouvements pour orchestre
- 1987 : Mondial Symphonia

#### Théâtre musical
- 1987 : Sports et Musiques

#### Musique de chambre
- 2003 : Fortune Cookies, quatre opus pour piano et poésie murmurée

### Musique de film

#### Longs métrages de fiction
- Petits arrangements avec les morts de Pascale Ferran (1993)
- L'Âge des possibles de Pascale Ferran (1995)
- L'Autre Côté de la mer de Dominique Cabrera (1996)
- Nadia et les hippopotames de Dominique Cabrera (1999)
- La Voleuse de Saint-Lubin de Claire Devers (1999)
- Méfie-toi de l'eau qui dort de Jacques Deschamps (2000)
- La Fille de son père de Jacques Deschamps (2001)
- Le Lait de la tendresse humaine de Dominique Cabrera (2001)
- Le Cœur des hommes de Marc Esposito (2002)
- Les Enfants du pays de Pierre Javaux (2005)
- Toute la beauté du monde de Marc Esposito (2005)
- Lady Chatterley de Pascale Ferran (2006)
- Serko de Joël Farges (2006)
- Le Cœur des hommes 2 de Marc Esposito (2007)
- Ceux qui restent de Anne Le Ny (2007)
- Les Invités de mon père de Anne Le Ny (2010)
- Au cul du loup  de Pierre Duculot (2012)
- Qissa (en) d'Anup Singh (2013)
- Bird People de Pascale Ferran (2014)
- L'Astragale de Brigitte Sy (2015)
- Corniche Kennedy de Dominique Cabrera (2017)
- Le Chant des scorpions d'Anup Singh (2017)
- Voir le jour de Marion Laine (2020)

#### Documentaires et téléfilms
- Ricky de Philippe Setbon (1995)
- Long cours d'Alain Tasma (1996)
- Retiens la nuit de Dominique Cabrera (1998)
- Un spécialiste, portrait d'un criminel moderne (1999) de Eyal Sivan et Rony Brauman
- Les Vilains de Xavier Durringer (1999)
- Les Oreilles sur le dos de Xavier Durringer (2001)
- Les Pygmées de Carlo de Radu Mihaileanu (2002)
- Alexandra David Neel de Joel Farges (2012)
- Ça ne peut pas continuer comme ça de Dominique Cabrera (2012)
- Ce soir-là de Marion Laine (2018)
- Béatrice Thiriet, L’Odyssée musicale (85 min) :  documentaire produit et réalisé par Jérôme Diamant-Berger sur l'aventure musicale de la compositrice (2022).

#### Courts métrages
- Une passion de Yves Bernanos (1998)
- Clemenceau de Henri Diamant-Berger (2012)
- Shooting de Jérôme Diamant-Berger (2011)
- A Malata de Frédéric Pieretti (2022)

### Discographie

#### Bandes originales
Cette section ne regroupe que les musiques de films ayant été éditées.
- Méfie-toi de l'eau qui dort
- L'Autre Côté de la mer
- Le Cœur des hommes[10]
- Air des toiles
- L'Âge des possibles
- Petits arrangements avec les morts
- Lady Chatterley
- Bird People
- Corniche Kennedy

#### Albums
- Fortune cookies
- Vogelstar

#### Multimédia
- Bee et Bop, Cd-rom éducatif

## Distinctions

### Récompenses
- Prix Nadia et Lili Boulanger de l'Académie des Beaux-Arts en 2001[11]
- Festival international des programmes audiovisuels 2007 : FIPA d'or pour la meilleure musique de fiction pour Lady Chatterley

### Nominations
- César 2015 : meilleure musique originale pour Bird People
- Prix Lumières 2016 : meilleure musique pour L'Astragale

### Décorations
- Chevalier de l'ordre des Arts et des Lettres Elle est faite chevalier le 1er janvier 2008[12].
- Chevalier de l'ordre national du Mérite Elle est faite chevalier le 29 mai 2019[13].